# Brookline (Vermont)
Brookline es un pueblo ubicado en el condado de Windham en el estado estadounidense de Vermont. En el año 2010 tenía una población de 12,046 habitantes y una densidad poblacional de 360 personas por km².

## Geografía
Brookline se encuentra ubicado en las coordenadas 43°1′26″N 72°36′19″O / 43.02389, -72.60528.

## Demografía
Según la Oficina del Censo en 2000 los ingresos medios por hogar en la localidad eran de $39,125 y los ingresos medios por familia eran $44,375. Los hombres tenían unos ingresos medios de $31,094 frente a los $20,893 para las mujeres. La renta per cápita para la localidad era de $18,082. Alrededor del 8.5% de la población estaban por debajo del umbral de pobreza.